# Forces armées du Somaliland
Les Forces armées nationales du Somaliland ( somali : Ciidamada Qalabka Sida ee Soomaaliland arabe : القوات المسلحة الصوماليلاندية (alquaat almusalahat alsuwmalilandia) ) sont les services militaires de la République du Somaliland. Les forces armées nationales du Somaliland comprennent l'armée nationale du Somaliland, les garde-côtes du Somaliland, la police du Somaliland, le corps de garde du Somaliland, l'immigration et le contrôle des frontières du Somaliland et les pompiers du Somaliland. Il n'y a pas de force aérienne. Les Forces armées sont sous le commandement du président Abdirahman Mohamed Abdullahi, qui en est le commandant en chef. Le ministre de la Défense Abdiqani Mohamoud Aateye est le ministre chargé de la supervision des forces armées.
Le Somaliland dispose de 45 chars T-54/55 et de 20 véhicules blindés de combat, de 50 projecteurs de roquettes et de 12 pièces d'artillerie dans son armée nationale.
La force totale estimée du Somaliland est estimée à 10 000 hommes. Au total, moins de 6 000 hommes et femmes travaillent pour la police du Somaliland. L'Unité spéciale de police (SPU), qui protège les organisations étrangères et les individus qui travaillent pour elles, et les Unités de réponse rapide (RRU), qui sont des forces spécialisées dans la lutte contre le terrorisme, sont toutes deux hébergées au sein des forces de police. En matière de sécurité côtière, le Somaliland compte 7 bateaux de classe Defender et 1 navire des gardes-côtes pour des effectifs humains estimés à quelques centaines.
Le Somaliland consacre un budget de 115 millions de dollars à ses forces armées, soit la plus grosse dépense gouvernementale. En raison de l'embargo sur les armes imposé par les Nations Unies à la Somalie, l'État n'est pas autorisé à se procurer des armes.

## Histoire

### Pendant le protectorat

Logo des Scouts du Somaliland

En 1914, le Somaliland Camel Corps a été mis en place au Somaliland britannique et a servi avant, pendant et après l'invasion italienne du territoire pendant la Seconde Guerre mondiale.
En 1942, les Scouts du Somaliland furent chargés de défendre le territoire.

### Indépendance et union avec la Somalie
Le Somaliland est devenu indépendant le 26 juin 1960 sous le nom d' État du Somaliland, et le Territoire sous tutelle de Somalie (l'ancien Somaliland italien) a emboîté le pas cinq jours plus tard. Le 1er juillet 1960, les deux territoires s'unissent pour former la République Somali.
Après l'indépendance, les Scouts du Somaliland ont fusionné avec les anciens Derviches pour former l'Armée nationale somalienne forte de 5 000 hommes.

### Guerre d'indépendance
En 1981, le Mouvement national somalien fut l’un des premiers groupes rebelles à se former dans le pays.
Le dictateur somalien Siad Barre les a ensuite accusés d'être des groupes séparatistes et a ordonné l'extermination de la tribu Isaaq,, à laquelle appartenait le groupe rebelle. Le mouvement a mené une guérilla dans le nord-ouest du pays dans le but de renverser et de remplacer le gouvernement militaire en place.

### Restauration de la souveraineté
En 1991, après que le Somaliland ait déclaré son indépendance, le nouveau gouvernement a été confronté à de graves problèmes avec des groupes  armés qui brigandaient sur les routes en installant des péages sauvages,.

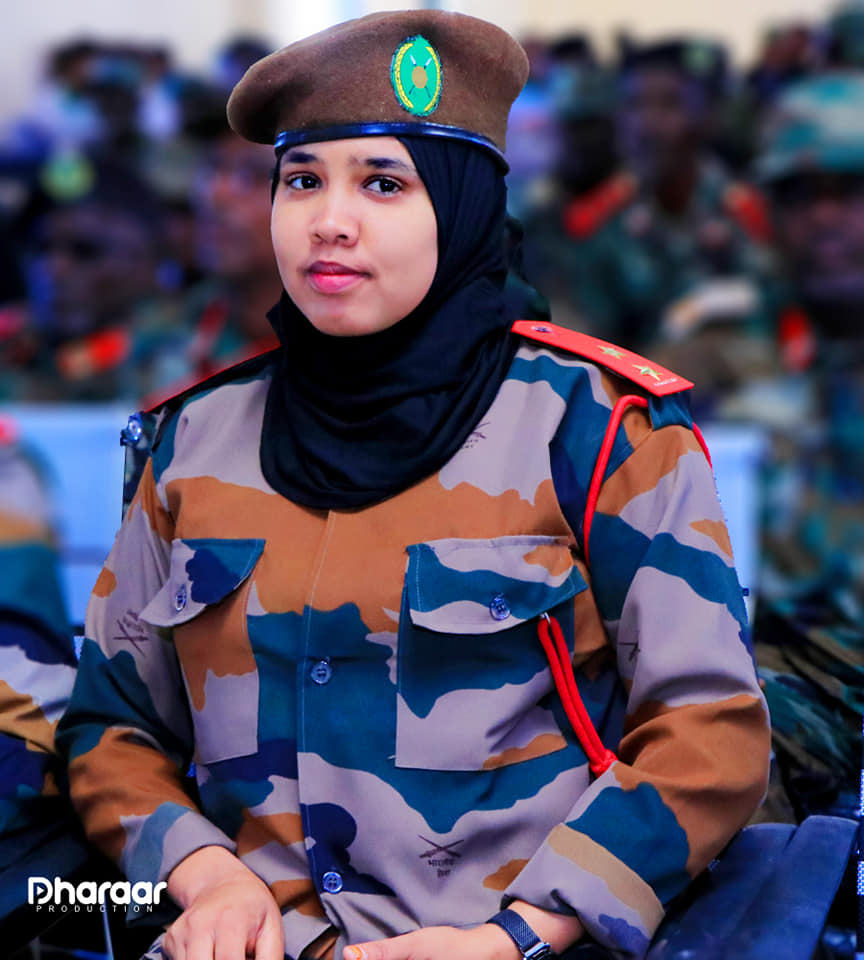
Une femme de l'armée du Somaliland

Le nouveau gouvernement a lancé le processus de paix au Somaliland conjointement avec le Mouvement national somalien. Les communautés du Somaliland ont négocié ce qui a conduit à la Grande Conférence de réconciliation à Borama en 1993, qui a permis le transfert du pouvoir du Mouvement national somalien à un gouvernement intérimaire ouvrant ainsi la voie à une gouvernance démocratique et à la stabilité du pays.
C'est après que le gouvernement civil dirigé par Muhammad Haji Ibrahim Egal ait désarmé les clans et les groupes armés qu'a réellement débuté le recrutement des forces armées dans tout Somaliland.
Les Forces armées du Somaliland ont été officiellement créées le 2 février 1994.

### Guerre frontalière
En 1998, le Pount a revendiqué le territoire du Somaliland sur la base de liens de parenté claniques avec certaines communautés du Somaliland dans les régions orientales de Sool et de Sanaag. Ces revendications ont conduit à des conflits tribaux et armés, les forces armées du Somaliland se sont retirées de certaines villes des régions de l'est pour éviter les pertes jusqu'en 2007, lorsque les communautés du Somaliland dans les régions de l'Est ont exigé une intervention des forces armées.

## Commandants
Le chef d'état-major général ( Somali : Taliyaha Guud ee Ciidanka ) est le chef d'état-major général et l'officier le plus haut gradé des forces armées du Somaliland. Il est nommé par le président du Somaliland, qui occupe le poste de commandant en chef et de chef des forces armées du Somaliland.
L'actuel chef d'état- major est le général de division Nuh Ismail Tani.

## Armée

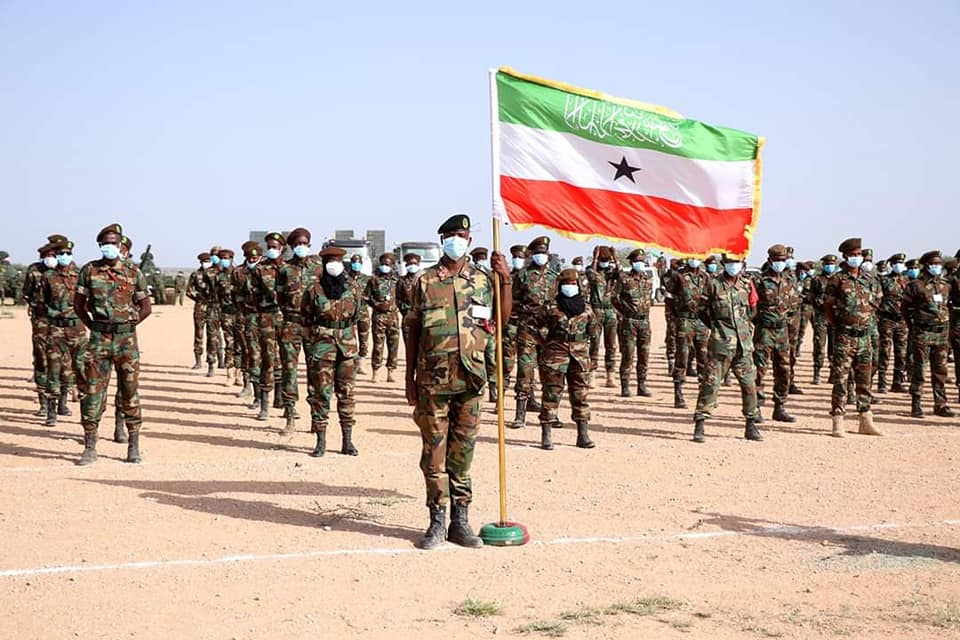
Membres de l'armée nationale du Somaliland

### Personnel
L’armée du Somaliland a longtemps opéré sans structure hiérarchique formelle. Cependant, en décembre 2012, le ministère de la Défense du Somaliland a annoncé qu'une chaîne de commandement avait été élaborée. Elle fut déployée à partir de janvier 2013.

### Équipement
Lorsque l'ancien dictateur somalien Siad Barre a été renversé en 1991, le Somaliland a hérité de l'équipement, du matériel et des installations militaires laissés par l'ancienne République démocratique somalienne.
En raison de l'embargo sur les armes imposé par les Nations Unies à la Somalie, dont la région semi-autonome du Somaliland est internationalement reconnue comme faisant partie, le territoire n'est pas autorisé à acheter des armes. Par conséquent, les responsables militaires de la région dépendent de la réparation et de la modification des vieux équipements. Certains affirment cependant que des armes seraient parfois livrées depuis l'Ethiopie et le Yémen via le port de Berbera.
Des soldats réguliers du Somaliland ont été aperçus avec des carabines SKS lors des défilés ainsi qu'avec diverses versions de l'AK-47.

## Véhicules et équipements
- Char d'assaut

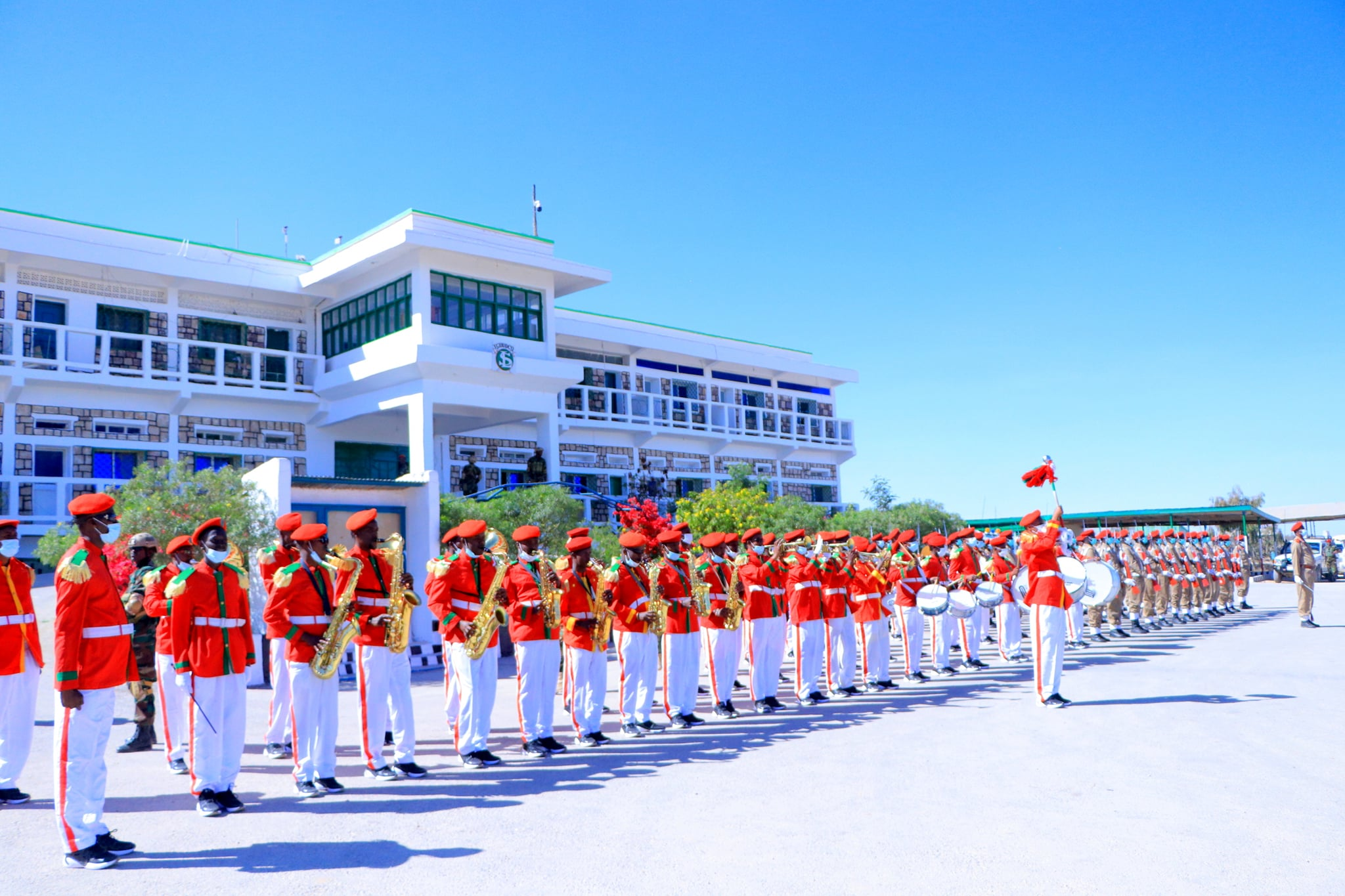
Commémoration du 27ème anniversaire de la création de l'Armée nationale du Somaliland

  - T-55A (char de combat principal)
  -  T-54B (char de combat principal)
  - T-72B (char de combat principal)
- Véhicules blindés de transport de troupes
  -  Fiat 6614
  -  Fiat 6616 (Tourelle - 20mm)
- Véhicules de transport
  -  Iveco LMV (4x4)
  -  Renault GBC-180 (6×6)
  -  Camion M939 (6 × 6)
  -  Toyota Landcruiser J79
  -  Toyota Hilux
  -  Nissan Frontier
  -  Ford F350 (camion blindé)
  -  Humvee
- Artillerie automotrice
  -  BM-21 Grad (lance-roquettes multiples - 122 mm)
  -  Humvee (lance-roquettes multiples)
  -  Lance-roquettes multiple type 63 (107 mm)
  -  4 canons montés sur Toyota (lance-roquettes multiples de 122 mm)
- Artillerie remorquée
  -  D-44 (Artillerie - 85 mm)
  -  M101 (Artillerie - 105 mm)
  -  D-30 (Artillerie - 122 mm)
  -  D-74 (Artillerie - 122 mm)
  -  M-46 (Artillerie - 130 mm)
- Mortier
  -  M-224 (Mortier - 60 mm)
  -  M1938 (Mortier - 120 mm)
- Canon anti-aérien
- ZU-23-2 (Canon anti-aérien à double canon - 23 mm)
- ZPU-4 (Canon anti-aérien à quatre canons - 14,5 mm)

## Garde-côte

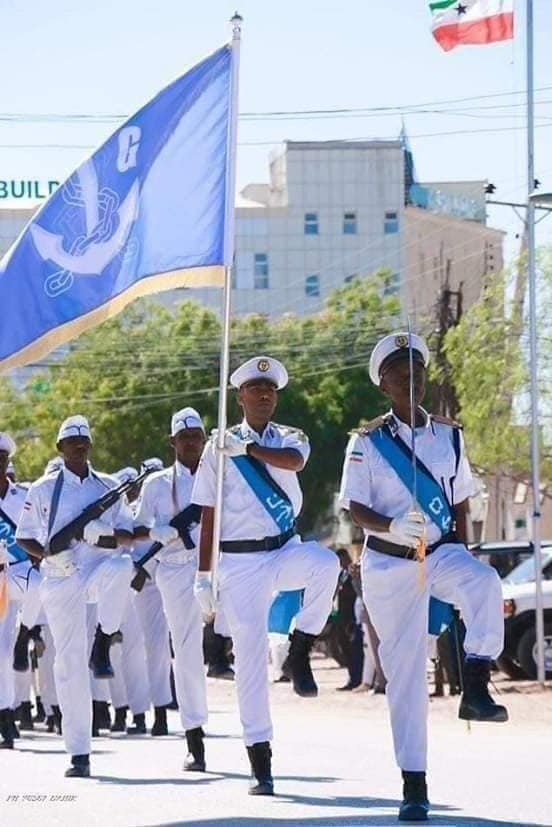
Garde côte du Somaliland

La Garde côtière du Somaliland ( somali : Ciidanka Bada ee Somaliland ) a été créée en 2009. Son quartier général est situé dans la ville côtière de Berbera ; un centre de plongée géré par des plongeurs étrangers qui forment les garde-côtes du Somaliland y est également implanté. Les gardes côtes opèrent avec de petits hors-board équipés de canons. Une grande partie de cet équipement a été fournie par le Royaume-Uni, dans le but de lutter contre la piraterie.

## Grades
Officiers

## Galerie

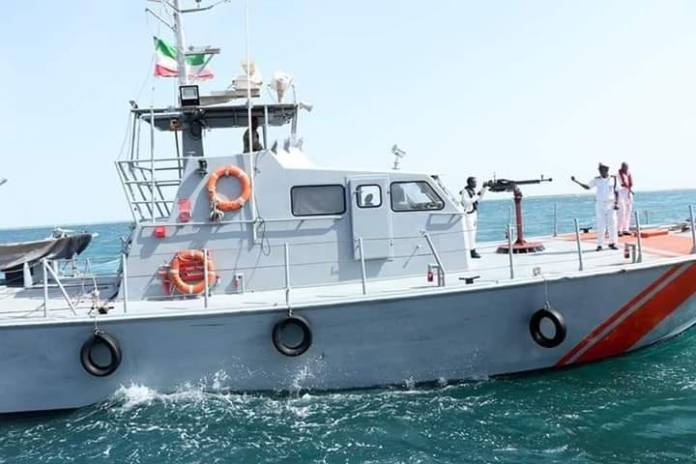
Bateau de patrouille gardes côtes du Somaliland
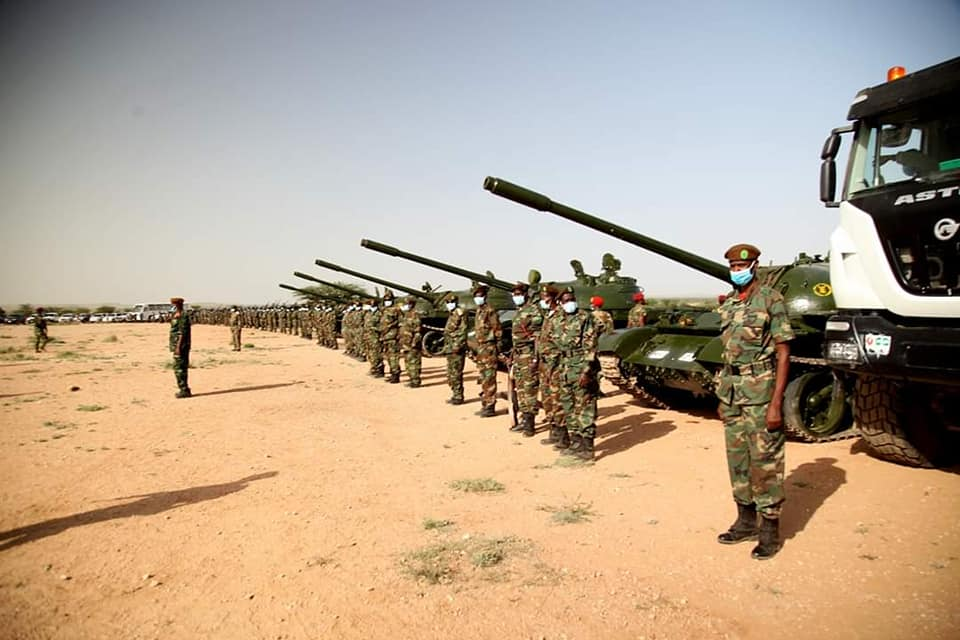
Char de combat principal Somalilandais T-55
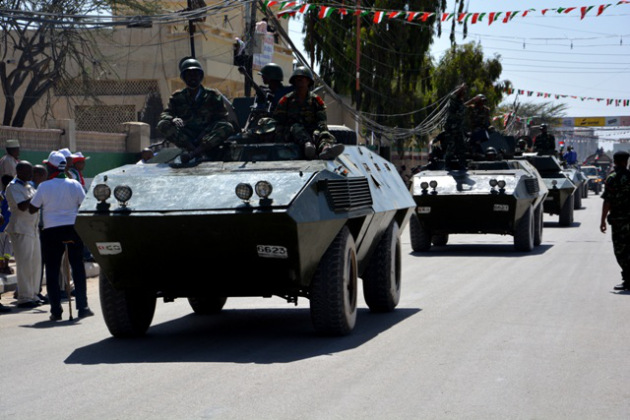
Véhicule blindé Fiat du Somaliland
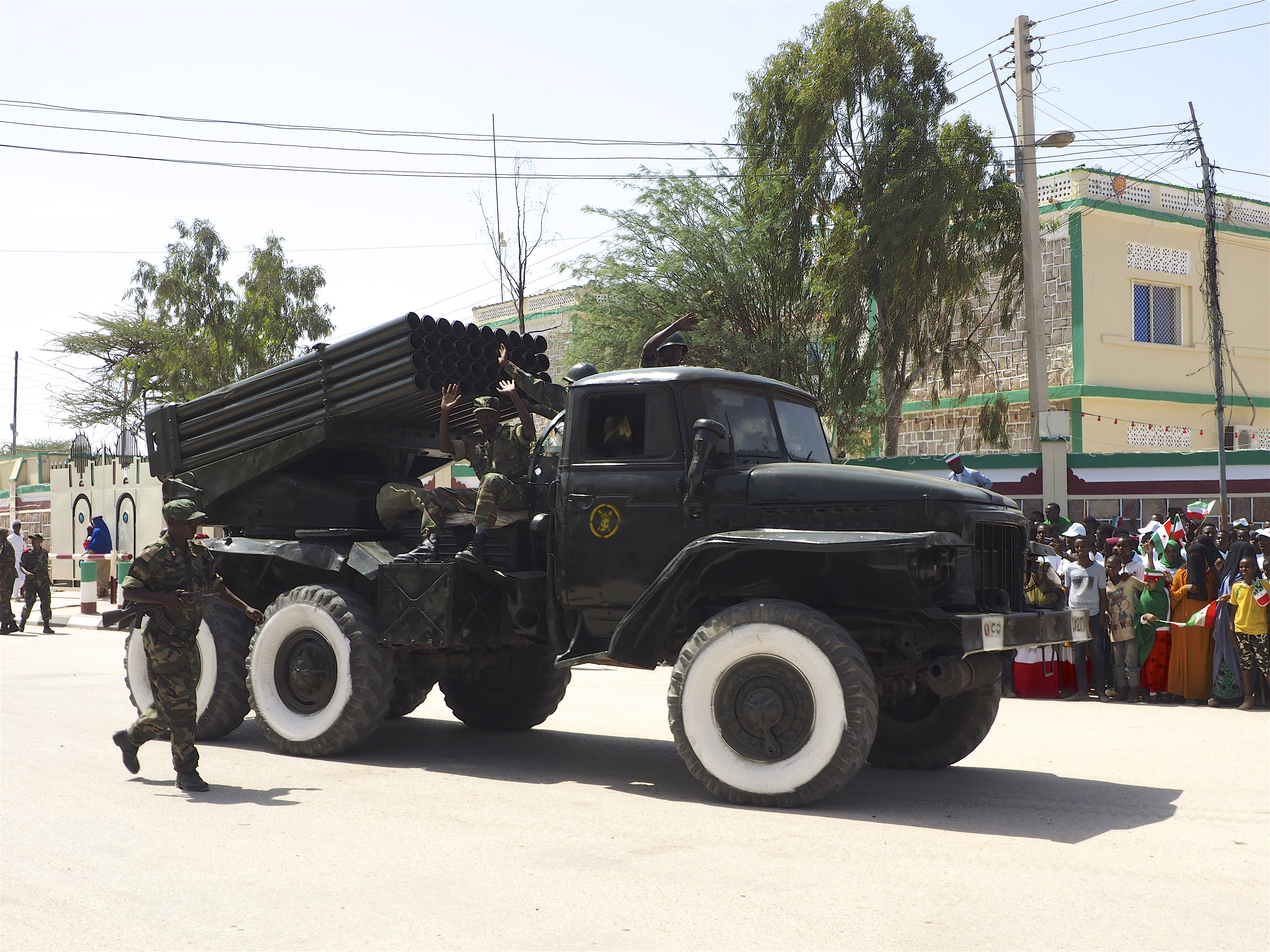
BM-21 Grad somalilandais